# Полтавска битка
Битката при Полтава е решително сражение, част от Великата северна война, което се води край град Полтава, днешна Украйна на 27 юни (8 юли нов стил) 1709 г.
45-хилядна руска армия на Петър I и фелдмаршал Меншиков разбива 22 000 шведи под командата на Карл XII и Реншелд. До този момент шведският крал още не е бил побеждаван в хода на войната, макар че шведите като цяло губят много сражения. Започналият през 1707 г. руски поход се сблъсква с огромни трудности, които намаляват наполовина първоначалната шведска армия. Тя не получава подкрепа нито от казаците, нито от армията в Прибалтика, която е разбита в битката при Лесная, когато се опитва да се присъедини.

## Ход на битката
В средата на 1709 г. Петър решава да даде най-после решително сражение на противника си, още повече, когато разбира, че при една случайна престрелка Карл XII е бил ранен в крака и няма да може лично да командва хората си. Освен това шведите имат много малко муниции и почти никаква артилерия.
Генералите на Карл го съветват отчаяно да не приема битката, но той не се вслушва. Той знае, че ако отстъпи, ще бъде свършено не само с руския му поход, но и с цялата война. Единственият му шанс да промени нещата е отчаяна атака и победа. Началната шведска атака има известен успех на двете крила, но тя е отбита от неочаквано силен руски артилерийски обстрел. Двата фланга на шведите са почти извадени от строя, след което Меншиков се опитва да обгради и унищожи противниковата пехота. Шведските гвардейци, душа и сърце на армията, са пометени от артилерията още преди началото на ръкопашната схватка. Реншелд, главнокомандващ шведите, е пленен, заедно с цялата пехота, а Карл XII е спасен от конниците на казашкия хетман Иван Мазепа и изнесен в безсъзнание. 14-хилядната шведска конница, командвана от Левенхаупт, се изтегля на юг, но 2 дни по-късно капитулира при Переволочная.

## Резултати
В самата битка шведите губят 6000 убити и 2500 пленени срещу 1400 убити руси. Битката при Полтава е решителното сражение във войната, което напълно променя съотношението на силите и впоследствие за пръв път поставя Швеция в положение на отбрана.